# 英格蘭板球隊
英格蘭板球隊（英語：England cricket team）是英格蘭的板球國家隊，但也包括了來自威爾斯的選手。英格蘭板球隊的首場國際比賽是舉行於1877年3月15日至3月19日的英格蘭對澳大利亞的比賽。

## 外部連結
- England and Wales Cricket Board （页面存档备份，存于）